# Fritz Retter
Fritz Retter (2 luglio 1896 – 1º gennaio 1965) è stato un calciatore tedesco, di ruolo centrocampista.